# Gecommentarieerd Geneesmiddelen Repertorium
Het Gecommentarieerd Geneesmiddelen Repertorium is een jaarlijks uitgegeven naslagwerk voor medische professionals zoals huisartsen en apothekers voor indicatie en achtergrondinformatie van geneesmiddelen. Allerlei gegevens over dosering, alternatieven, werking, contraindicatie en vergoedingen staan hierin vermeld. Het wordt uitgegeven door het Belgisch Centrum voor Farmacotherapeutische Informatie (BCFI) en is ook online beschikbaar. 
Het Nederlandse equivalent is het Farmacotherapeutisch Kompas.